# Mario Azzopardi
Mario Philip Azzopardi (n. Malta; 1950) es un director y escritor maltés radicado en Canadá.

## Biografía
Estudió en la Universidad de Malta. Ha dirigido capítulos de series de televisión como The Outer Limits, Stargate SG-1 y Stargate Atlantis.
En 1971, mientras trabajaba para el grupo de teatro Atturi, dirigió Gaġġa, probablemente la primera película rodada en maltés. En marzo de 2007 la cinta fue reeditada.
En 1978 Azzopardi dejó Malta tras desacuerdos con la censura local y con las autoridades teatrales, que en 1977 habían cancelado su obra Sulari Fuq Strada Stretta alegando que su contenido era ofensivo.
A finales de los noventa regresó al archipiélago y fundó la empresa mixta (con apoyo estatal) Maltese Falcon Productions plc.', destinada a promocionar la industria cinematográfica maltesa.
En 1996 publicó el libro de poesía "Desnudo como agua".

## Filmografía selectiva
- Lies and Crimes (2007) (TV)
- Still Small Voices (2007) (TV)
- The Wives He Forgot (2006) (TV)
- Stargate Atlantis (4 episodios, 2004-2005)
- "Dinotopia" (2 episodios, 2002-2003)
- "The Outer Limits" (22 episodios, 1995-2001)
- Stiletto Dance (2001) (TV)
- On Hostile Ground (2000) (TV)
- The Time Shifters (1999) (TV)
- "Total Recall 2070" (5 episodios, 1999)
- Bone Daddy (1998)
- Stargate SG-1 (5 episodios, 1997-1998)
- "Dead Man's Gun" (2 episodios, 1997)
- "F/X: The Series" (1996) Serie de TV
- "Highlander" (5 episodios, 1994-1995)
- "Kung Fu: La leyenda continúa" (9 episodios, 1993-1995)
- "Sliders" (2 episodios, 1995)
- RoboCop (2 episodios, 1994)
- "Viper" (1994) Serie de TV)
- "Beyond Reality" (3 episodios, 1991-1992)
- "Night Heat" (23 episodios, 1985-1989)
- "E.N.G." (1989) Serie de TV
- Divided Loyalties (1989)
- Nowhere to Hide (1987)
- Deadline (1981)
- "The Littlest Hobo" (1979) Serie de TV
- Gagga (1971)